# Kathedrale von Guanare

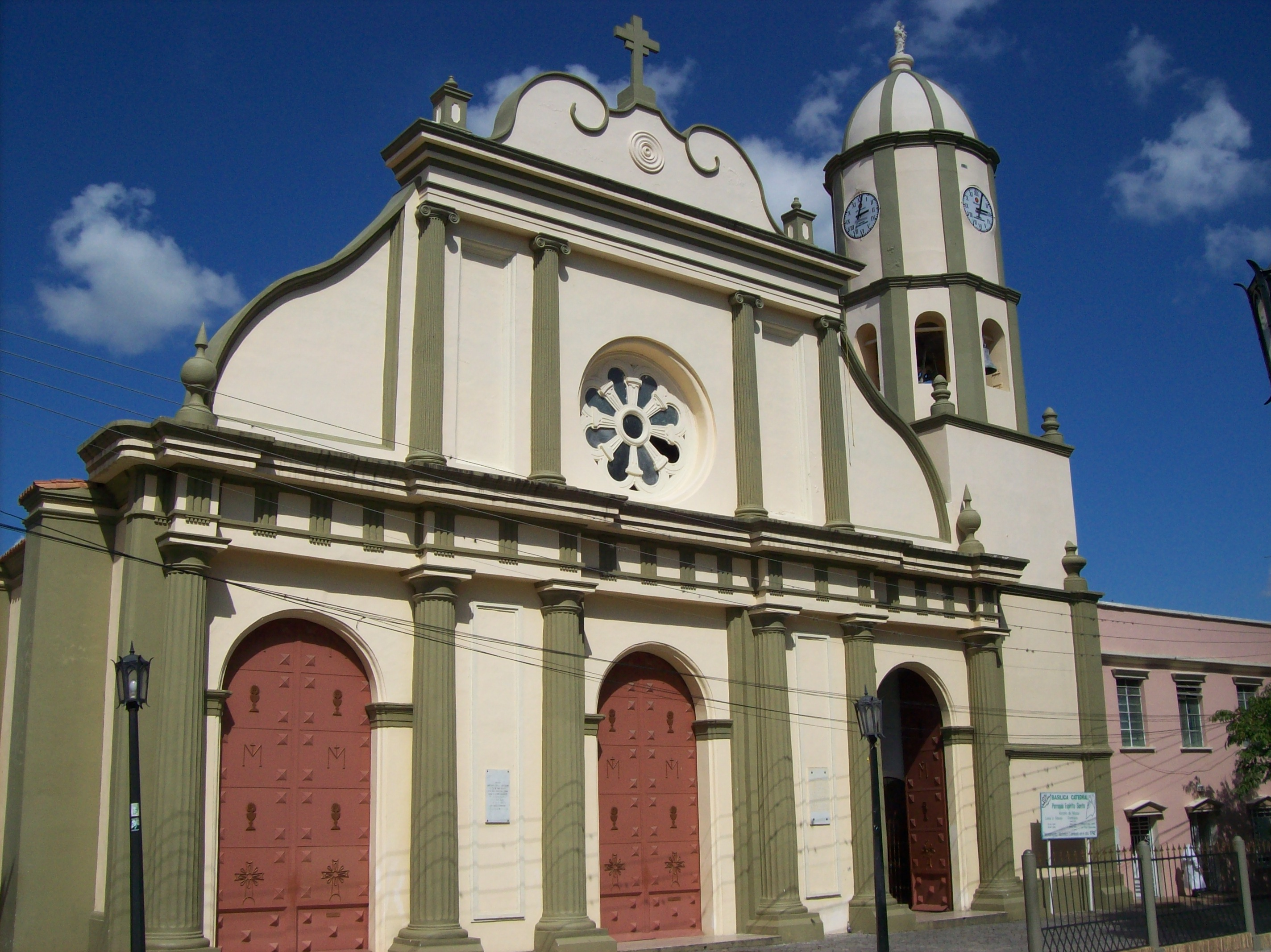
Fassade der Kathedrale

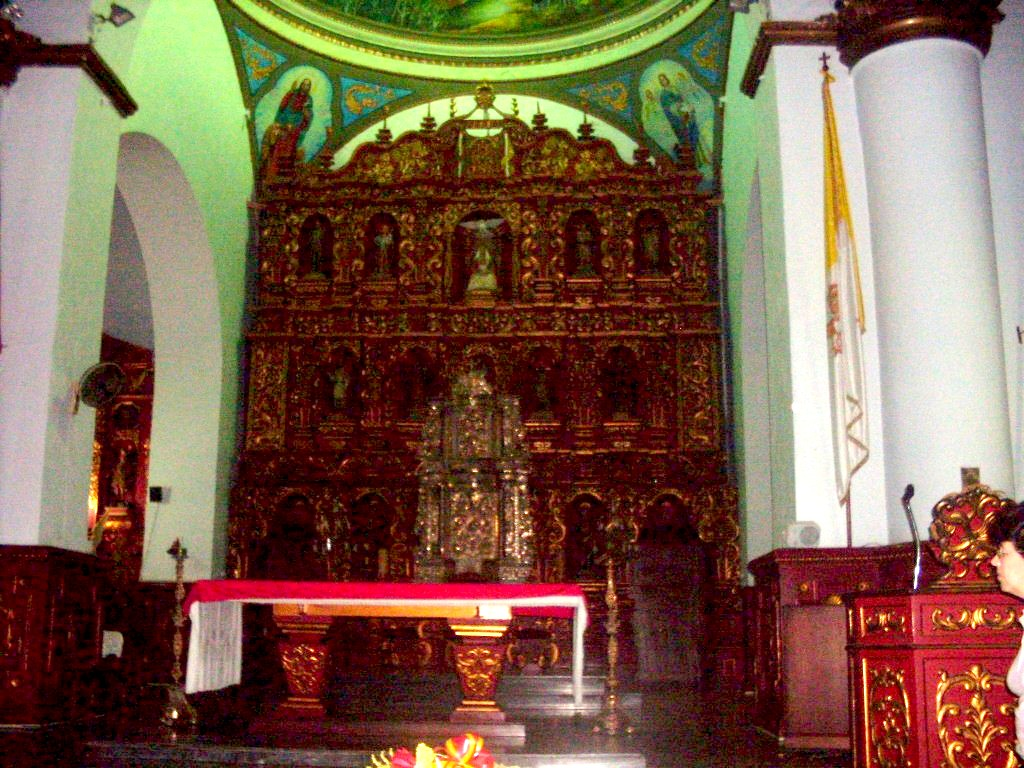
Altar der Kathedrale

Die Kathedrale von Guanare oder Kathedralbasilika Unserer Lieben Frau von Coromoto ist eine römisch-katholische Kirche in Guanare, der Provinzhauptstadt von Portuguesa, Venezuela. Die Kathedrale des Bistums Guanare trägt das Patrozinium Unserer Liebe Frau von Coromoto und den Titel einer Basilica minor.

## Geschichte
Eine erste Kirche an dem Standort wurde 1710 begonnen und 1742 von Francisco Valenzuela vollendet. Diese Kirche musste nach den Beschädigungen durch das Erdbeben vom 15. Oktober 1782  geschlossen werden. Die Arbeiten für den Wiederaufbau begannen 1788 und wurden am 3. November 1807 abgeschlossen.
Die Kirche wurde am 24. Mai 1949 von Papst Pius XII. in den Rang einer Basilica minor erhoben, 1954 wurde sie Kathedrale des neu geschaffenen Bistums. 1960 erklärte Venezuela sie zu einem historischen Denkmal. Die Kirche beherbergte damals das Gnadenbild der Jungfrau von Coromoto, das 1985 von Papst Johannes Paul II. anlässlich seines Besuches in Venezuela gekrönt wurde und sich heute im 1996 geweihten Heiligtum Unserer Lieben Frau von Coremoto in Guanare befindet.

## Bauwerk
Der Kirchenraum unter einem hölzernen Satteldach wird durch zwei Säulenreihen in drei Schiffe aufgeteilt. Der Altarraum wird durch eine darüber liegende Kuppel beleuchtet. Auf der rechten Eingangsseite steht der Glockenturm mit einem achteckige Aufsatz und Kirchenuhr. Erwähnenswert sind das Altarbild im barocken Kolonialstil des Churriguerismus, das von José Quiñones geschaffen wurde, sowie die Buntglasfenster, die Franz Xaver Zettler in München hergestellt hat.